# Wildhornhütte
Die Wildhornhütte ist eine Schutzhütte der Sektion Moléson des Schweizer Alpen-Clubs (SAC). Sie liegt am Wildhornmassiv in den westlichen Berner Alpen.

## Lage
Die Hütte befindet sich auf 2302 m ü. M. am Nordfuss des Wildhorns in der Nähe des Iffigsees. Die Wildhornhütte ist als Unterkunft vor der letzten Etappe der Wildhornbesteigung gedacht.
Seit 1878 befand sich ein bescheidenes Refugium unter überhängenden Felsen «bei den Krummen Wassern», das wie ein Schwalbennest am Fels klebte. 1899 wurde von der Sektion Moléson des SAC eine freistehende Hütte aus Holz gegenüber der alten Clubhütte erstellt. Der Platz wurde als selbständiges, dauerndes Baurecht vom Grundbesitzer Wilhelm Hildebrand unentgeltlich abgetreten.
Nach einem Brand erfolgte ein Neubau aus Stein im Jahre 1929 mit damals 60–70 Plätzen. 1999 wurde die Hütte erweitert, 2014 sanft renoviert und verfügt heute über 96 Schlafplätze, die in 9 Zimmer aufgeteilt sind.

## Zugang
Man erreicht die Wildhornhütte in rund 2,5 Stunden von Lenk via Iffigenalp oder von Lauenen über Lauenensee in etwa 4,5 Stunden. Von Sion ist sie über den Rawilpass erreichbar. Die Hütte ist von Juni bis Ende Oktober bewirtet.

## Besteigungsmöglichkeiten
- Wildhorn 3250 m ü. M.
- Niesehorn 2776 m ü. M.
- Iffighore 2378 m ü. M.
- Schnidehorn 2937 m ü. M.

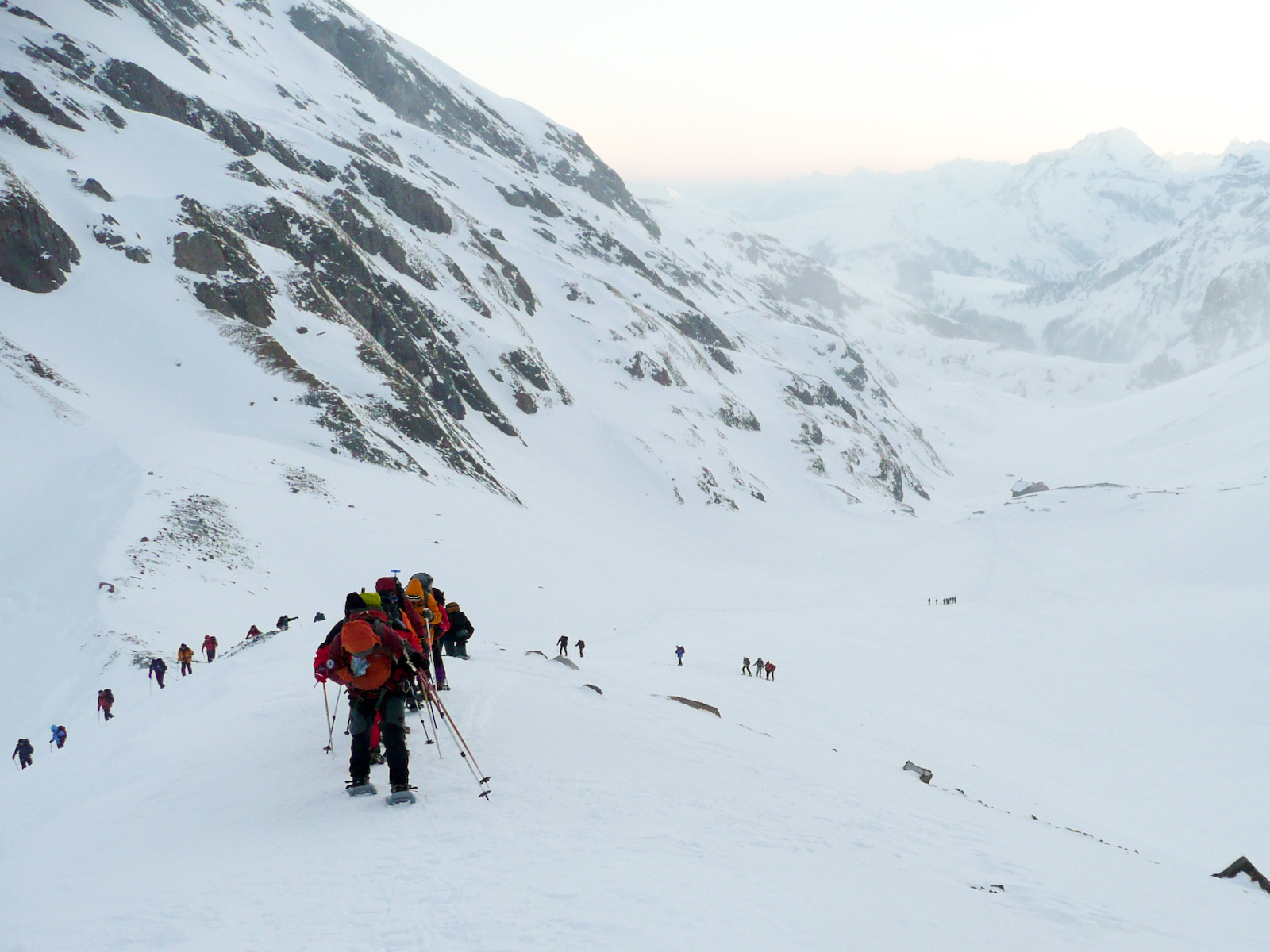
Aufstieg von der Wildhornhütte (Rechts, Mitte) Richtung Wildhorn

## Karten
- 1:25'000 Blatt 1266 Lenk
- 1:50'000 Blatt 263 Wildstrubel